# Highway 61 Revisited (canción)
«Highway 61 Revisited» es una canción escrita por Bob Dylan, que da título al álbum publicado en 1965 Highway 61 Revisited. Además, el 21 de diciembre de ese mismo año fue lanzada como cara B del sencillo "Can You Please Crawl Out Your Window?".
En 2004, la revista Rolling Stone incluyó la canción en su Lista de las 500 mejores canciones de todos los tiempos, en el puesto 364.
La Autopista 61 (Highway 61) va desde Duluth, Minnesota, donde creció Dylan, hasta Nueva Orleans. Era una ruta muy transitada por los afroamericanos que viajaban al norte hacia Chicago, Saint Louis y Memphis, siguiendo el valle del río Misisipi por más de 2250 km (1400 millas).

## Letra
La canción tiene cinco estrofas. En cada una de ellas, un personaje describe un problema, que se resuelve finalmente en la Autopista 61.
En la primera estrofa, Dios ("God") le pide a Abraham que mate a su hijo en su nombre ("kill me a son"), y pide que lo haga en la Autopista 61. Alude claramente al Génesis 22:1-24, donde Dios pide a Abraham que mate a su único hijo Isaac para probar su fe. Además, Abraham es el nombre del padre de Dylan.
La segunda estrofa describe a un hombre, Georgia Sam, que pide ropa al departamento de asistencia social, pero como no se la dan, otro pobre, Howard, le dice que vaya a la Autopista 61.
La tercera estrofa trata del problema de "Mack the Finger" ("Mack el Dedo"), que tiene cuarenta cordones rojos, blancos y azules, y mil teléfonos que no suenan ("I got forty red white and blue shoe strings / And a thousand telephones that don't ring"). "Louie the King" soluciona el problema diciéndole que se deshaga de todo en la Autopista 61.
La cuarta estrofa trata sobre la "segunda madre" ("second mother") y el "séptimo hijo" ("seventh son"), ambos juntos en la Autopista 61.
La quinta y última estrofa trata de la historia de un jugador, que intenta crear la siguiente guerra mundial. Un promotor le dice que ponga algunas gradas al sol, y que lo haga en la Autopista 61. Detrás de este cuento sin sentido aparente se esconde una referencia política.
Hay una pausa en cada verso, donde Dylan espera que alguno de los sucesos de la historia termine. En la tercera estrofa, por ejemplo, la pausa está detrás de la frase "Y Louie the King dijo espera que piense un momento hijo" ("And Louie the King said let me think for a minute son").
Al principio de la canción, entre cada estrofa, y al final, se puede escuchar el efecto sonoro de Al Kooper imitando a una sirena de policía.

## Versiones
- Johnny Winter, en su segundo álbum en 1969, Second Winter, y en The 30th Anniversary Concert Celebration, grabado en 1992 y lanzado al año siguiente.
- PJ Harvey, en su álbum de 1992 Rid of Me
- Billy Joel y Johnny Cash, para la película The Hunted.
- Karen O y The Million Dollar Bashers, para la banda sonora del biopic de Dylan de 2007 I'm Not There[2]